# Руркі
Руркі (гінді रुड़की, Rūṛkī, англ. Roorkee) — місто в індійському штаті Уттаракханд, розташоване на березі Гангського каналу, на шосе, що сполучає міста Делі і Деградун.